# Valiant Shield

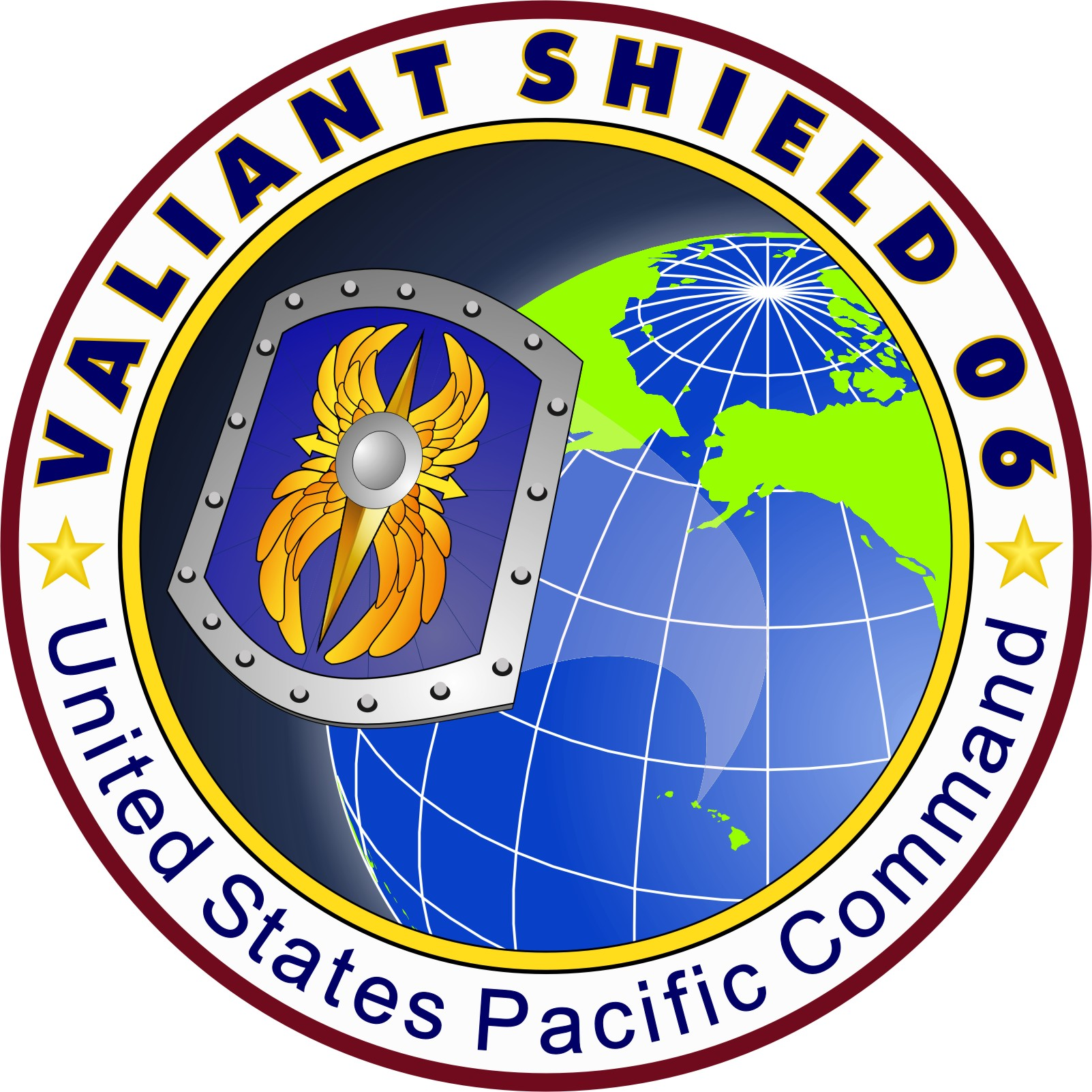
Logo von Valiant Shield 2006

Valiant Shield war eine großangelegte Übung der Streitkräfte der Vereinigten Staaten, die 2006, 2007 und 2010 im Pazifik in der Region um die Insel Guam stattfand. Teilnehmer waren Kräfte der Navy, Air Force, Marine Corps und Coast Guard. Die Übung sollte die Zusammenarbeit der Teilstreitkräfte verbessern.

## Geschichte

### 2006

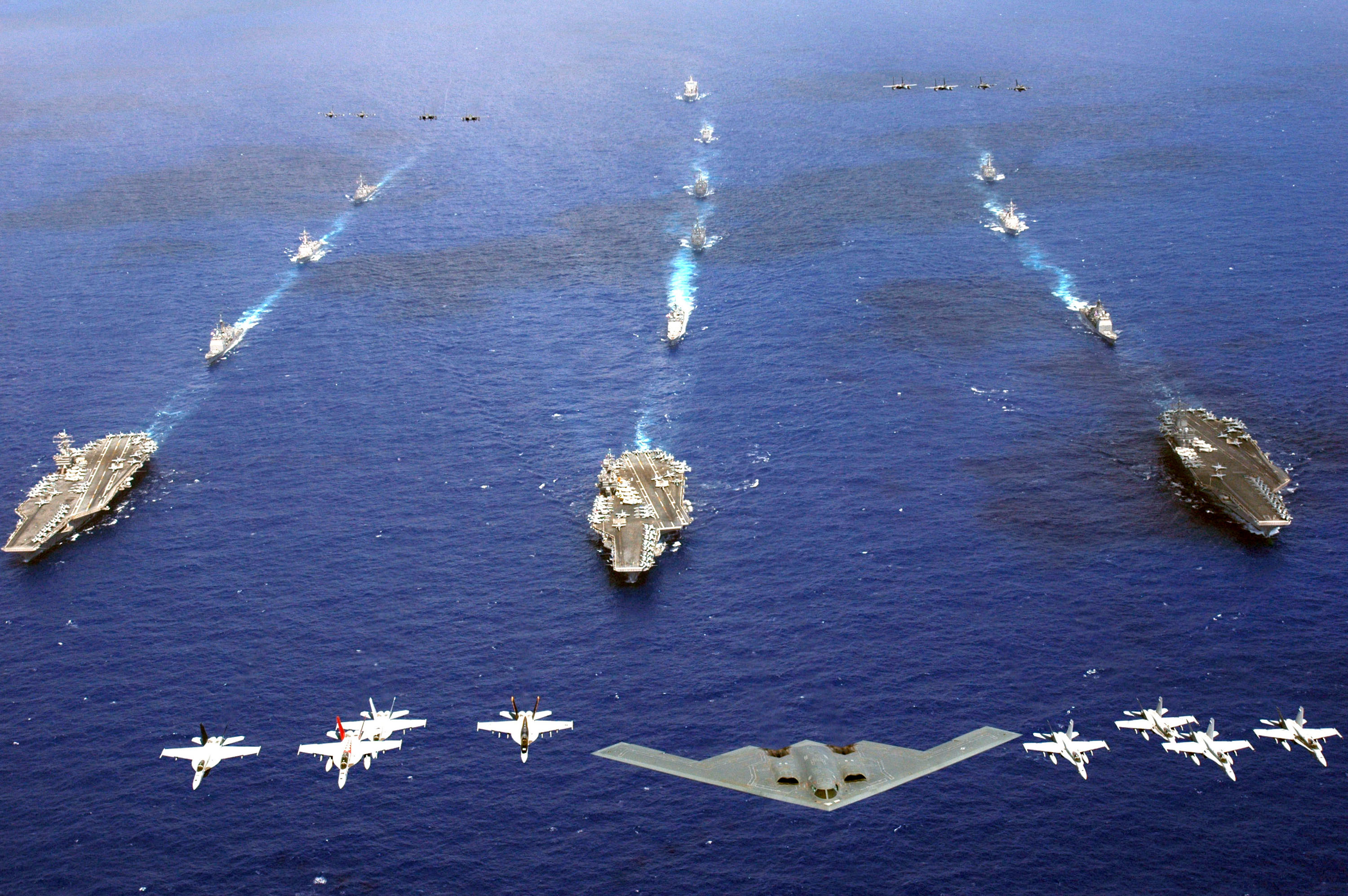
Formation während Valiant Shield 2006

Valiant Shield 2006 fand vom 19. bis zum 23. Juni statt. An der Übung nahmen insgesamt rund 22.000 Soldaten der verschiedenen Teilstreitkräfte teil. Die Navy war mit drei Flugzeugträgerkampfgruppen um die Träger Kitty Hawk, Abraham Lincoln und Ronald Reagan beteiligt, insgesamt rund 30 Schiffe. Die Air Force und das Marine Corps setzten 280 Flugzeuge ein, die Coast Guard war mit einem Kutter beteiligt.
Als Beobachter wurde erstmals bei einer großen US-Übung auch die Volksrepublik China eingeladen, die daraufhin 10 Offiziere in den Beobachterstab abkommandierte. Die Einladung wurde von Admiral William J. Fallon, damaliger Kommandeur des United States Pacific Command, ausgesprochen, um die militärischen Beziehungen zwischen den beiden Ländern zu verbessern, die seit dem Zusammenstoß einer amerikanischen Aufklärungsmaschine und einer chinesischen Shenyang J-8 nahe der Insel Hainan auf einem Tiefpunkt waren. Weiter schickten sechs andere Anrainerstaaten des Pazifiks Beobachter zu dem Manöver.

### 2007
Valiant Shield, ursprünglich als zweijährliche Übung geplant, fand auch 2007 statt, diesmal vom 7. bis zum 14. August. Die Beteiligung entsprach zahlenmäßig der von 2006, wiederum waren drei Flugzeugträger beteiligt, neben der Kitty Hawk diesmal John C. Stennis und Nimitz.

### 2010
Im September 2010 fand Valiant Shield zwischen Palau und Guam statt. Teilnehmer waren die Kampfgruppen um die Essex und George Washington.